# 唐纳山
唐纳山是德国普法爾茨地區的最高峰，位于以该山命名的唐纳山县的罗肯豪森与基希海姆博兰登之间。A63高速公路沿唐纳山的南缘而行。E8欧洲远足路线穿过此山。 